# Roul (journal)
Pour l’article homonyme, voir Roul.
Roul (en russe : Руль, Le Gouvernail) est un journal de l'émigration russe, fondé à Berlin en 1920 par Iossif Vladimirovitch Hessen (ru), Auguste Isaacovitch Kaminski (ru) et Vladimir Dmitrievitch Nabokov.
Le journal était le porte-parole du Parti constitutionnel démocratique, et parut jusqu'en octobre 1931. Son tirage s'élevait à 20 000 exemplaires.
Le jeune Vladimir Nabokov, le fils de Vladimir Dmitrievitch, y publia des poèmes, mais aussi des problèmes d'échecs sous le pseudonyme de Sirine. Le 7 janvier 1921, la revue publie Le Lutin, la première nouvelle de Nabokov. En août 1923, alors que Nabokov collabore toujours avec le journal, l'Allemagne connaît la crise de l'hyperinflation de la République de Weimar. À cette époque, le journal se vend 10 000 marks, et en décembre deux cents milliards de marks !
À cette époque, Vera Slonim commença à collaborer avec la revue (bien que russe et n'écrivant pas, elle était présentée comme un « écrivain bulgare ») avant de rencontrer Vladimir Nabokov et de devenir son épouse.
Après la crise monétaire allemande, en 1924, beaucoup d'émigrés russes quittent l'Allemagne. Les entreprises allemandes se désintéressent de la clientèle russe et diminuent leur publicité dans la revue. Le journal est obligé de diminuer le nombre de pages et d'augmenter son prix. En France, Roul coûte trois fois plus cher qu'un quotidien local. « Roul plaisantaient ses lecteurs était devenu « le journal le plus petit et le plus cher du monde ». » Sa survie était dès lors compromise.